# Rosario Pino
Rosario Pino Bolaños (Málaga, 1870-Madrid, 1933) fue una actriz teatral y ciclista aficionada española.

## Biografía

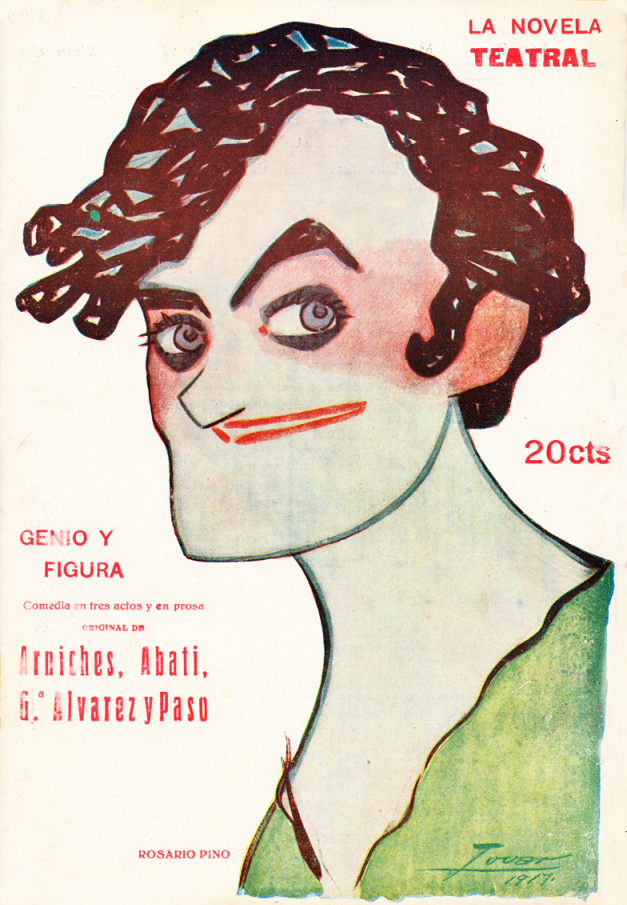
Retratada por Tovar (1917)

Nacida en Málaga en 1870, fue una de las primeras mujeres en practicar el ciclismo a finales del siglo XIX. Se trata de una de las más brillantes actrices del primer tercio del siglo XX en España. Comenzó su carrera al incorporarse a la Compañía de María A. Tubau.
Formada en la Escuela de José Ruiz Borrero, debutó en Barcelona bajo las órdenes del director de escena Isidoro Valero. Recorrió los teatros catalanes con la Compañía de Grifell, y desde 1888 con las de María Tubau y Ricardo Guerra.
Instalada posteriormente en Madrid, estrenó obras como Thermidor, París, fin de siglo o Serafina, la devota. Entre 1893 y 1896 actuó de forma asidua en el Teatro Lara de Madrid, donde representó Sobre gustos no hay nada escrito, al que seguiría el Teatro de la Comedia. En 1906 fundó su propia compañía junto a Enrique Borrás y luego con Emilio Thuillier.
Destacó sobre todo por sus interpretaciones de las obras de Jacinto Benavente y de los hermanos Álvarez Quintero. Entre sus obras más significativas figuran Las flores, Los Galeotes, El marido de la Téllez (1897), Rosas de otoño, La losa de los sueños (1911), El genio alegre (1914), Malvaloca, El ruido ajeno,  Amor y ciencia (1905), La ley de los hijos y Cuando los hijos de Eva no son los hijos de Adán (1931).
Coetánea de María Guerrero, existía la creencia que entre las dos actrices se desarrolló una fuerte rivalidad, pero biografías y estudios recientes la niegan.
Vivió en Vitoria, en la calle Sur (hoy Manuel Iradier).
Falleció en Madrid en 1933.

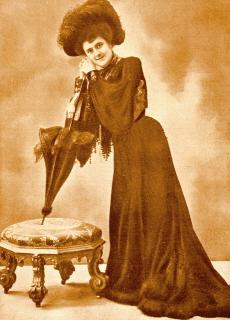
Hacia 1900
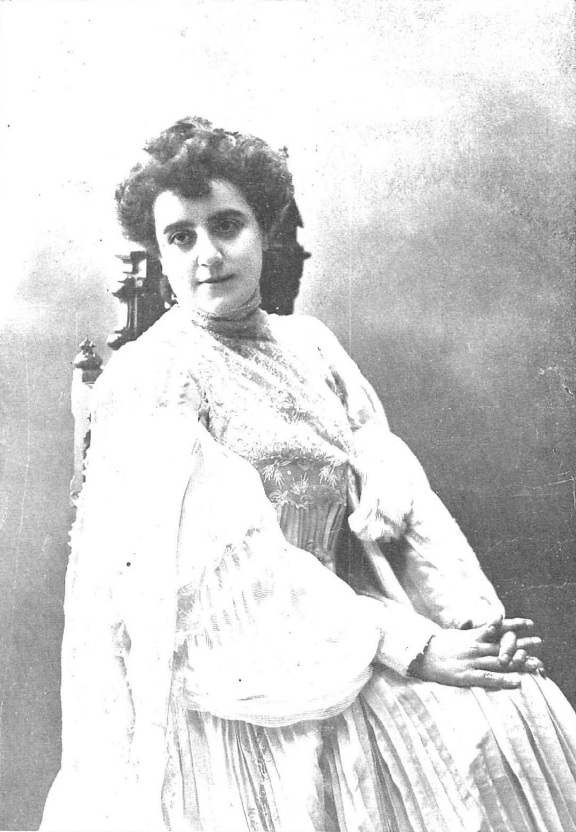
Fotografiada por Compañy (1903)
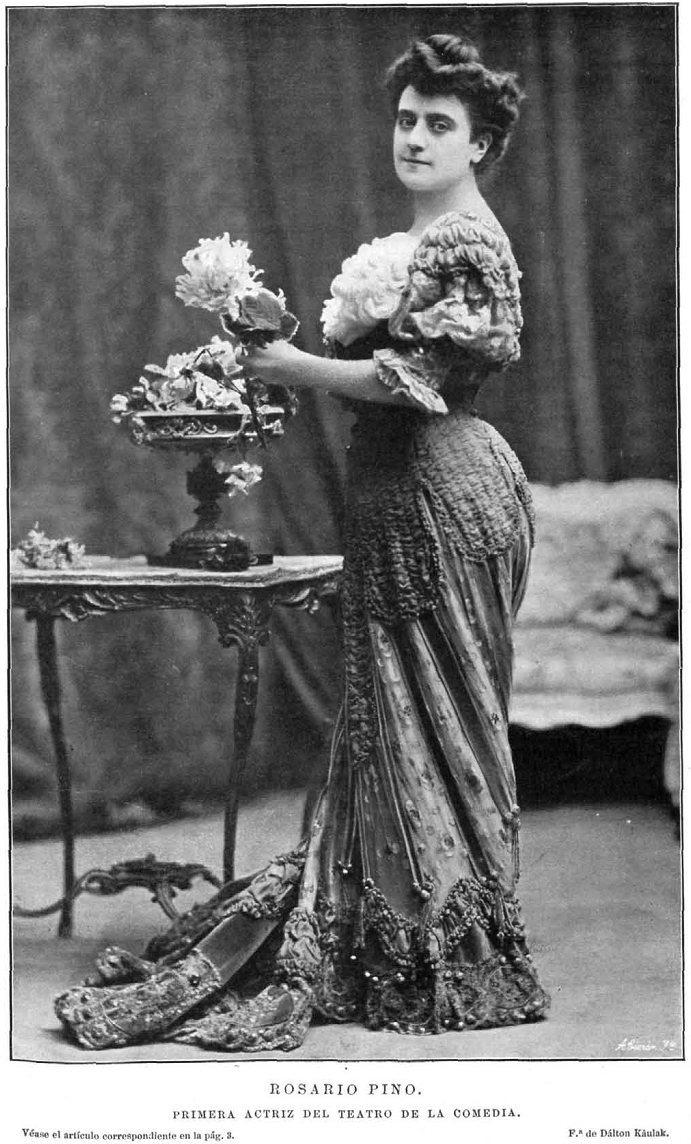
Fotografiada por Kaulak (1906)
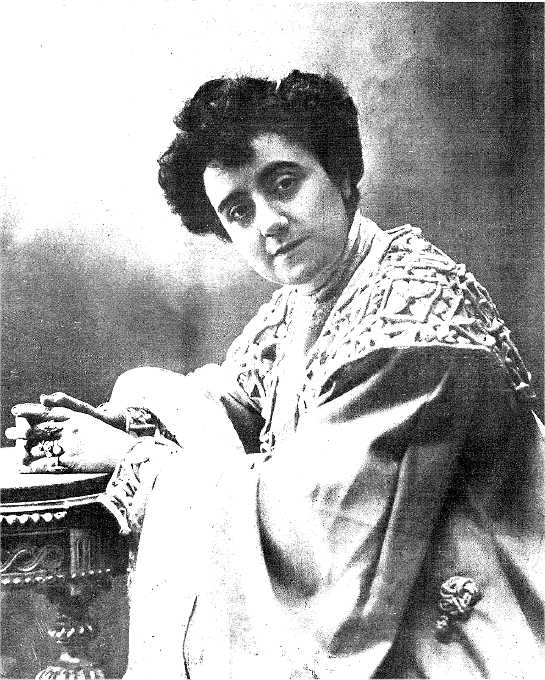
En 1909